# Nicholas Vansittart

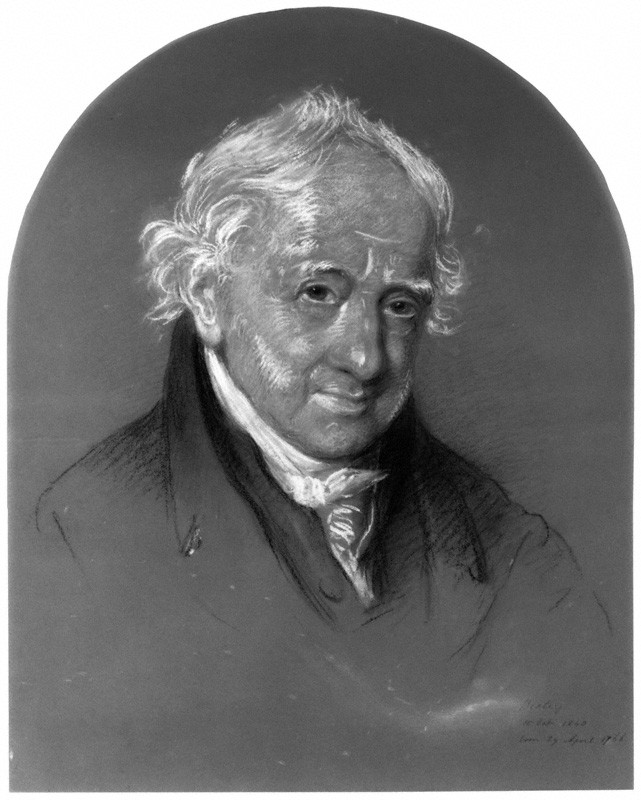
Nicholas Vansittart, Georgiana Zornlin (1844)

Nicholas Vansittart, I barone Bexley, (Londra, 29 aprile 1766 – Londra, 8 febbraio 1851), è stato un politico britannico, nonché il Cancelliere dello Scacchiere che ha governato più a lungo nella storia della Gran Bretagna.

## Biografia
Egli fu il quinto figlio di Henry Vansittart (morto nel 1770 o 1771), governatore del Bengala, nato a Bloomsbury nel Middlesex e cresciuto a Bray nel Berkshire. Educato al Christ Church College dell'Università di Oxford, si laureò nel 1787 e divenne barrister al Lincolns Inn.
Iniziò la sua carriera pubblica scrivendo pamphlet in difesa del governo di William Pitt, specialmente dal punto di vista finanziario, e nel maggio del 1796 divenne membro del parlamento per la circoscrizione di Hastings, rimanendovi fino al luglio del 1802, quando vi rientrò per la circoscrizione di Old Sarum.
Nel febbraio del 1801 venne inviato in missione diplomatica a Copenaghen e subito dopo il suo ritorno, nominato Segretario al Tesoro aggiunto, posizione che tenne fino alle dimissioni di Henry Addington nell'aprile del 1804. Godendo dell'influenza del suo amico, Ernesto Augusto I di Hannover, divenne Chief Secretary for Ireland sotto il governo Pitt nel gennaio del 1805, dimettendosi poi nel successivo settembre. Con Addington, divenuto visconte Sidmouth, egli partecipò ai governi Fox e Grenville come Segretario al Tesoro nel febbraio del 1806, lasciando l'incarico, assieme a Sidmouth, appena prima della caduta del governo nel marzo del 1807.
Durante i precedenti incarichi, la reputazione di Vansittart come finanziere andò gradualmente aumentando. Nel 1809, egli propose e portò avanti, senza alcuna opposizione, alla Camera dei Comuni, trentotto risoluzioni su questioni finanziarie, e soltanto la sua lealtà a Sidmouth gli impedì di partecipare al governo di Spencer Perceval come Cancelliere dello Scacchiere nel 1809. Divenne Cancelliere dello Scacchiere quando il conte di Liverpool succedette a Perceval nel maggio del 1812. Abbandonando la circoscrizione di Old Sarum, egli rappresentò poi Helston dal novembre del 1806 al giugno del 1812; e dopo essere stato membro di East Grinstead per poche settimane, tornò a rappresentare Harwich nell'ottobre 1812.
Quando Vansittart divenne Cancelliere dello Scacchiere, la nazione venne colpita da notevoli imposizioni fiscali e da un enorme debito pubblico. Ciononostante, la durata delle Guerre napoleoniche lo costrinse per aumentare i dazi sulle merci ed altre tasse, e nel 1813 presentò un complicato schema per la riduzione del debito.
Nel 1816, dopo il raggiungimento della pace, venne auspicata una drastica riduzione dell'imposizione fiscale, e vi furono grandi proteste quando il Cancelliere dello Scacchiere propose soltanto, senza abolirle, la riduzione delle tasse sui redditi e sulle proprietà. L'abolizione di queste tasse, comunque, venne presentata in parlamento, e Vansittart venne anche obbligato a restituire la tassa supplementere sul malto, soddisfacendo al conseguente deficit con l'aumento del debito. Dedicò molta attenzione al debito pubblico, realizzando reali o supposte economie. Presentò un elaborato progetto per concedere una pensione a tutti coloro che, appartenenti alla marina e all'esercito, avessero pagato una determinata somma fissa per la durata di 45 anni; ma nessuno fu disposto ad avallare questo progetto, anche se in seguito, un piano modificato, venne approvato.
Vansittart divenne molto impopolare in tutta la nazione, ed egli rassegnò le dimissioni nel dicembre 1822. Il suo sistema di finanza venne severamente criticato da Huskisson, Tierney, Brougham, Hume e Ricardo. A seguito delle sue dimissioni Liverpool offrì a Vansittart il posto di Chancellor of the Duchy of Lancaster. Accettando questa offerta, nel febbraio del 1823, venne creato Barone di Bexley, nella contea del Kent, con la garanzia di una pensione di 3.000 sterline all'anno. Occupò la posizione fino al gennaio 1828 quando rassegnò le dimissioni. Nella Camera dei Lords, Bexley partecipò poco agli affari pubblici, anche se introdusse la Spitalfields Weavers Bill nel 1823, e votò per la Catholic Emancipation nel 1824. Si occupò con interesse della British and Foreign Bible Mission, della Church Missionary Society fondando il Kenyon College alla frontiera occidentale degli Stati Uniti, (il seminario è ora denominato Bexley Hall in suo onore) ed assistette alla fondazione del King's College London.

## Famiglia
Lord Bexley soposò Isabella Eden (1778-1810), figlia di William Eden, nel luglio 1806 ma non ebbero figli. Egli morì a Foots Cray, Kent, l'8 febbraio 1851 non tramandando il titolo che si estinse con lui. La British Library conserva nove volumi di sue carte manoscritte.